# سامسونگ اس‌جی‌اچ-یو۹۴۰
سامسونگ اس‌جی‌اچ-یو۹۴۰ یک‌نمونه از گوشی‌های تلفن همراه سری U شرکت سامسونگ می باشد که توسط همین شرکت به بازار عرضه شده‌است.